# S6-os autóút (Ausztria)
Az S6-os autóút (németül Semmering Schnellstraße) az A2-es autópályából ágazik ki Bécsújhelynél délnyugati irányban, Bruck an der Mur és az A9-es autópálya felé. Ez Ausztria egyik legfontosabb, hegyek között vezető útja.

## Nyomvonala
A tartományok közül Stájerországot és Alsó-Ausztriát érinti, Bécsújhelyet köti össze Bruck an der Murral és Sankt Michaellel. Hossza 105 kilométer, így az autópályákat is beleszámítva a hatodik (csak az A1-es, az A2-es, az A9-es, az A10-es és az A12-es autópályák hosszabbak nála), csak az autóutakat számítva pedig a leghosszabb gyorsforgalmi út Ausztriában. Két autópályát köt össze: az A2-est (Bécsújhely), valamint az A9-est (Sankt Michael in Obersteiermark). Mivel a Semmering-hágón vezet át, sok viadukt és alagút is található azon a szakaszán.

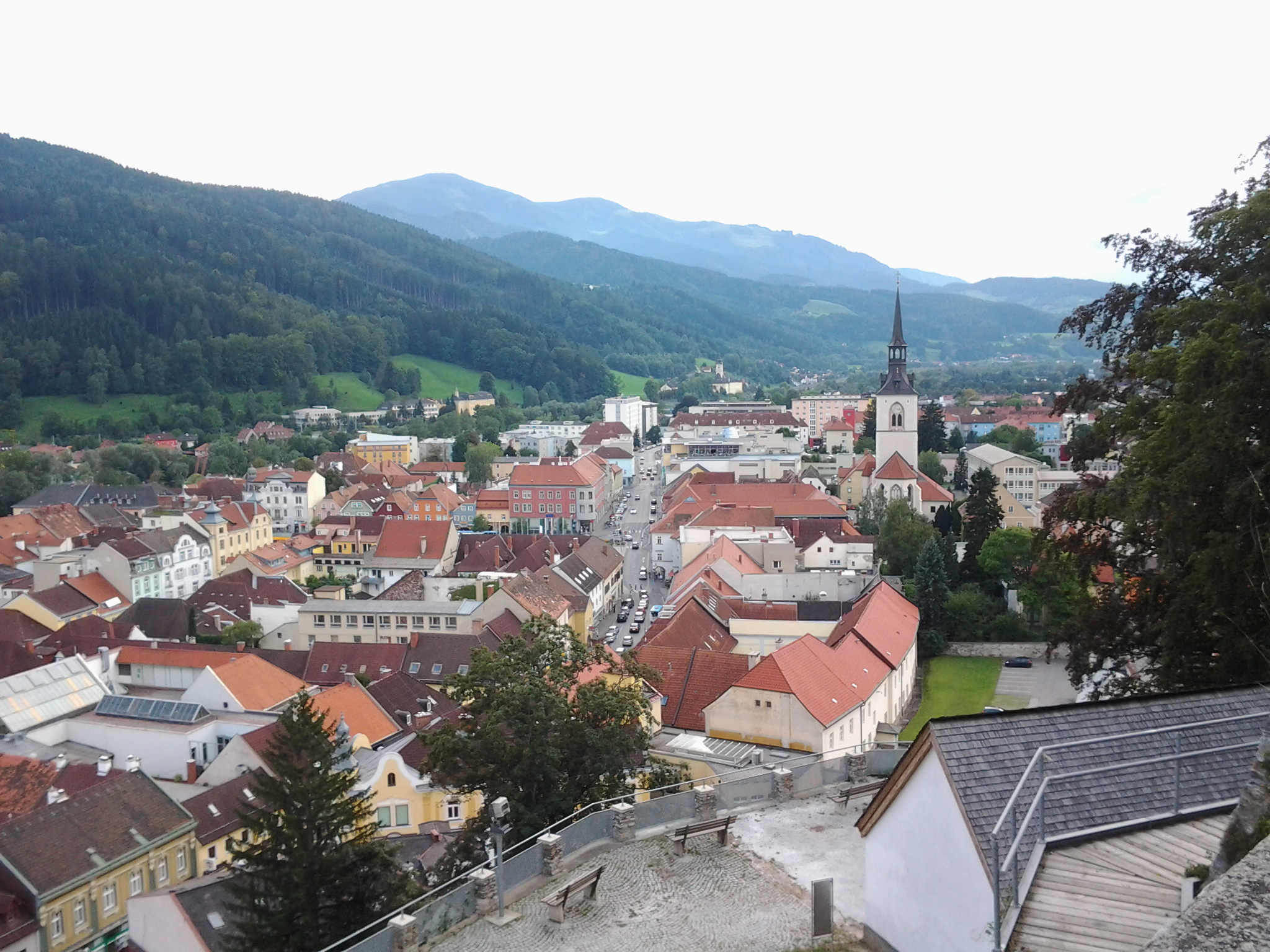
Bruck an der Mur látképe
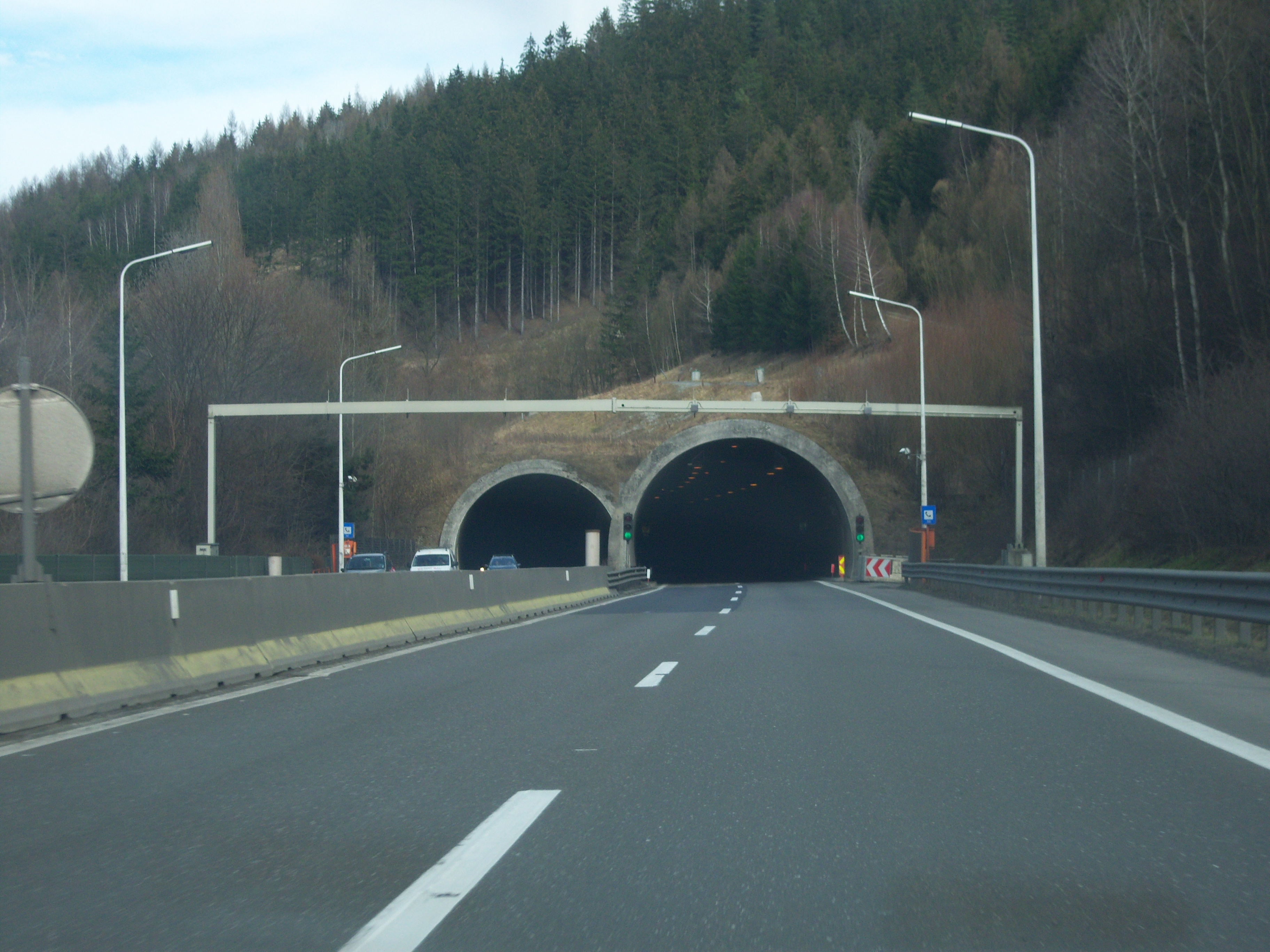
Az egyik alagút bejárata
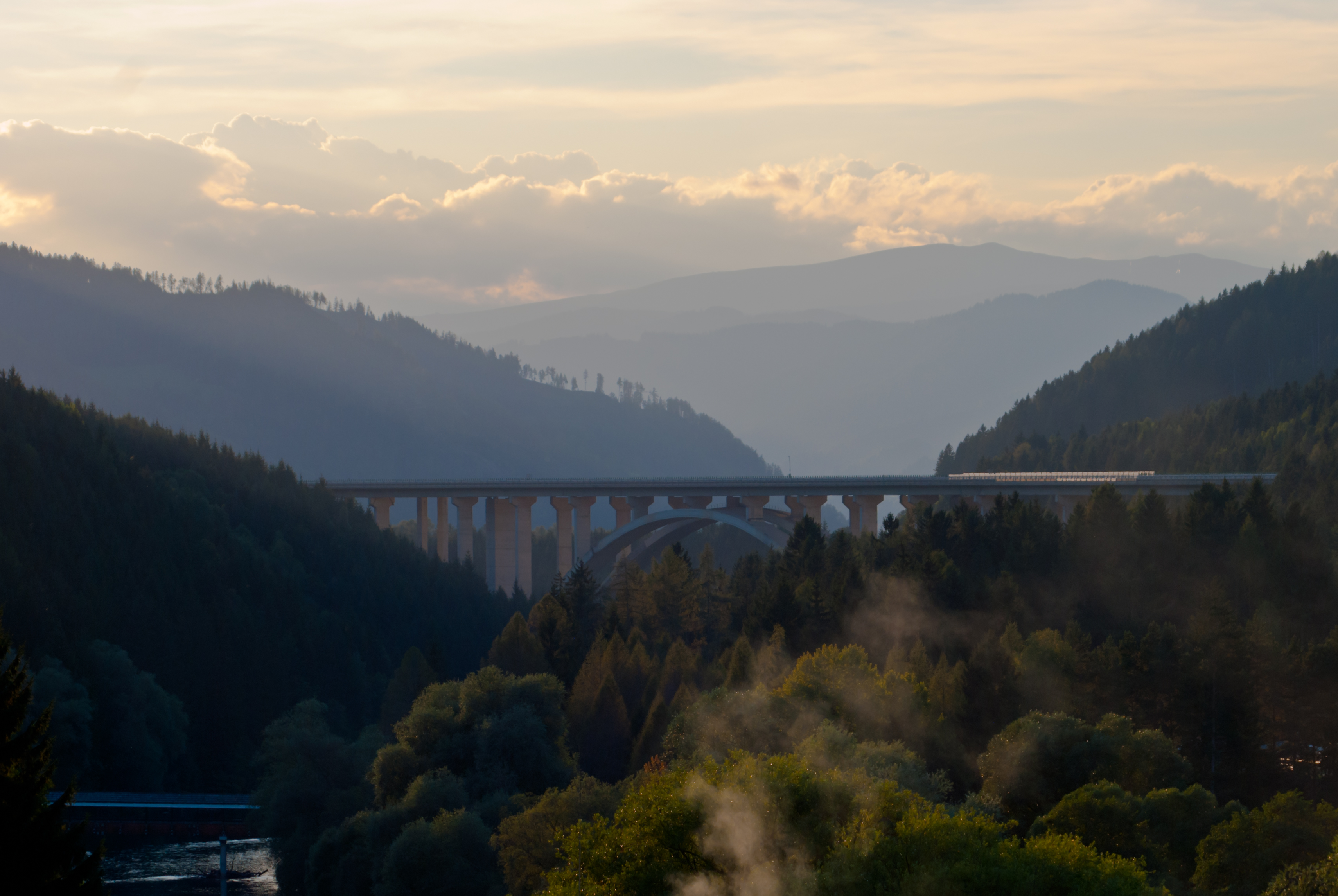
Az egyik viadukt az autópályán
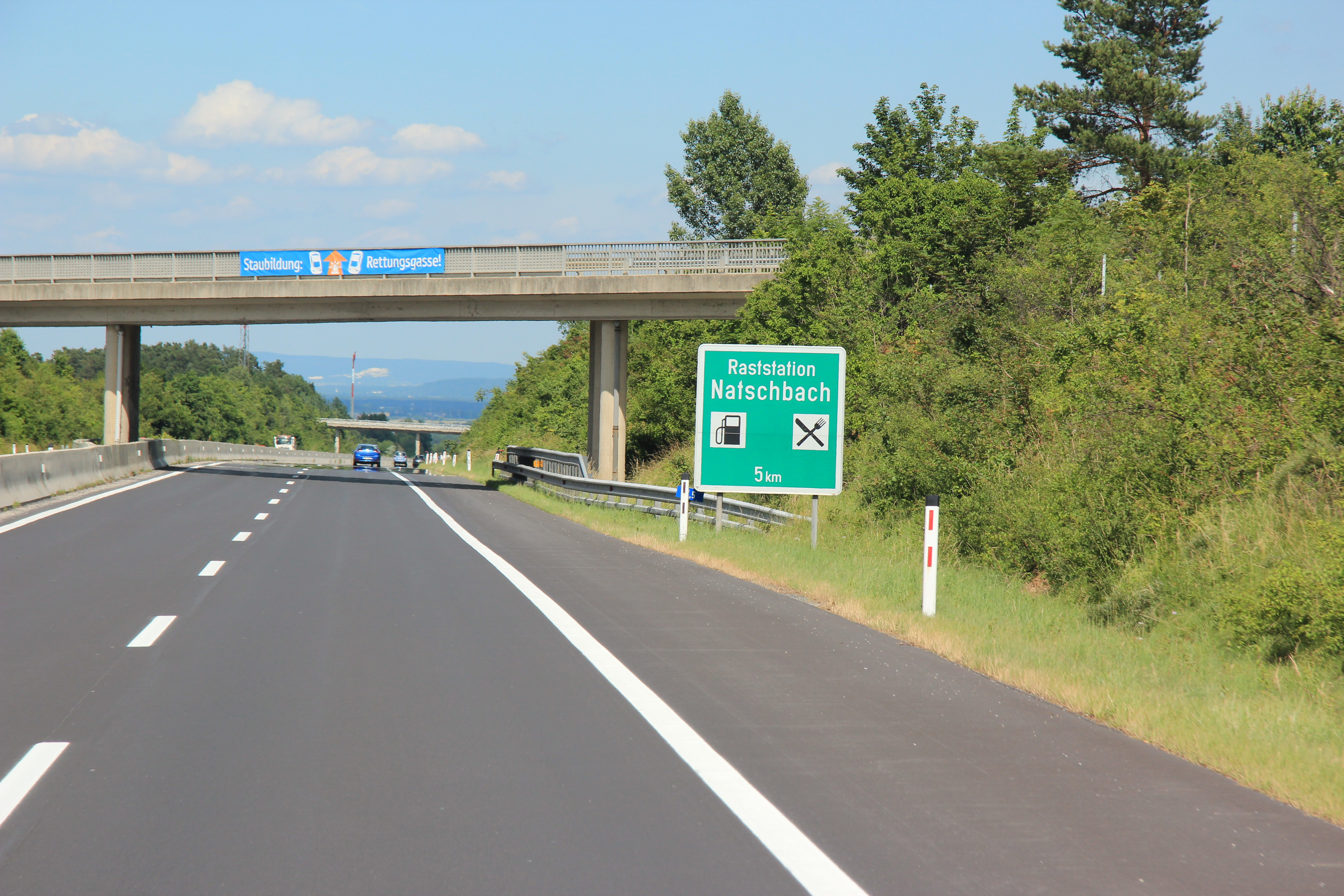
Semmeringschnellstraße
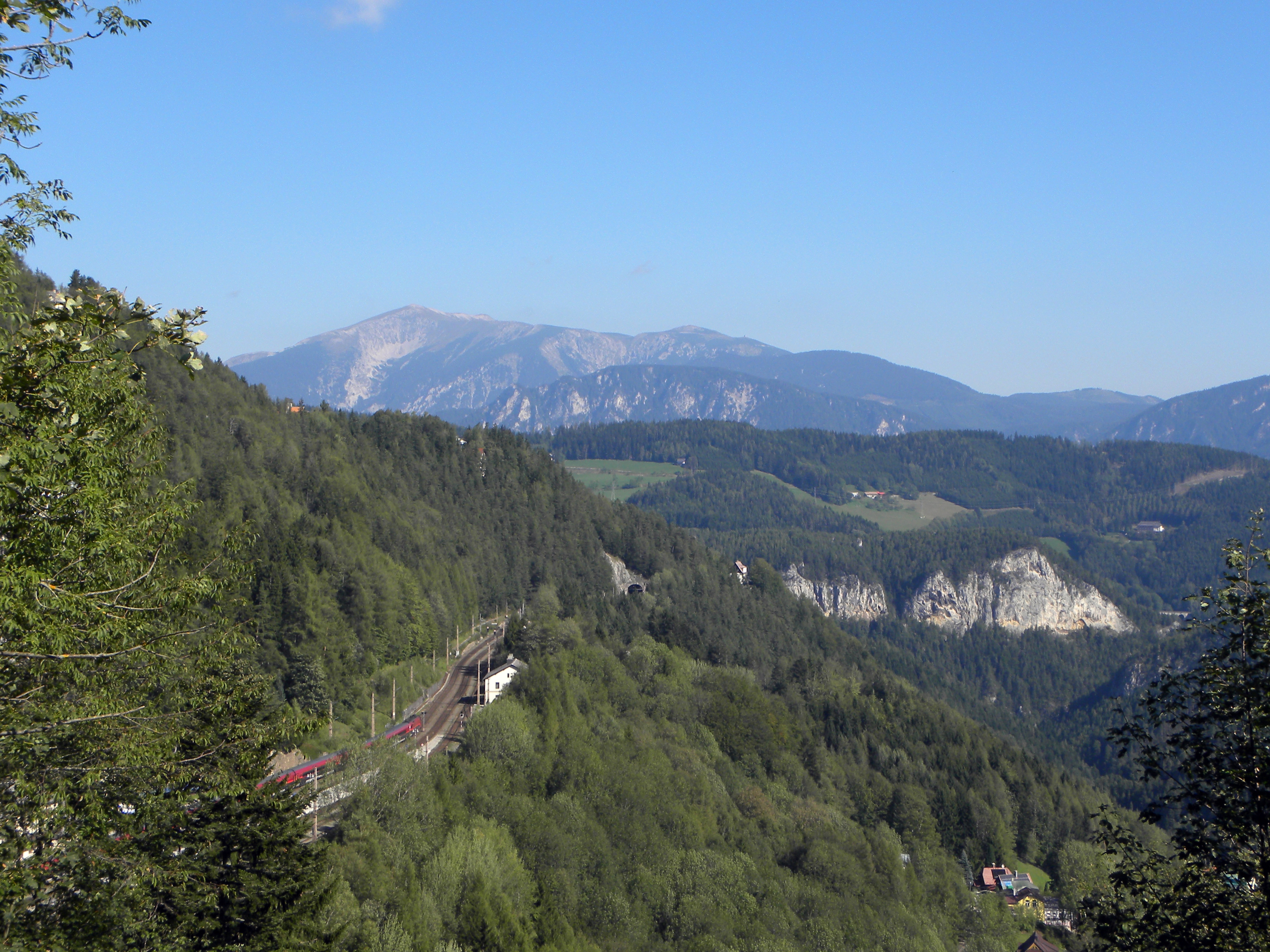
Vidék Semmeringnél

## Fordítás
Ez a szócikk részben vagy egészben  a   Liste der Autobahnen und Schnellstraßen in Österreich című német Wikipédia-szócikk fordításán alapul.  Az eredeti cikk szerkesztőit annak laptörténete sorolja fel. Ez a jelzés csupán a megfogalmazás eredetét és a szerzői jogokat jelzi, nem szolgál a cikkben szereplő információk forrásmegjelöléseként.